# Lophodoris danielsseni
Lophodoris danielsseni (Friele & Hansen, 1876) è un mollusco nudibranchio della famiglia Goniodorididae.
L'epiteto specifico è un omaggio allo zoologo norvegese Daniel Cornelius Danielssen (1815 - 1894).

## Distribuzione e habitat
Rinvenuta presso le coste della Norvegia a non più di 100 metri di profondità.